# Trattato dell'abaco
Il Trattato dell'abaco (o De abaco, o con altri nomi, tutti, comunque, aggiunti in epoca successiva, poiché il manoscritto originale ne è privo) è un trattato sul calcolo commerciale scritto da Piero della Francesca. La datazione dell'opera è incerta e in ogni caso legata alla tarda maturità dell'autore, tra gli anni sessanta e ottanta del Quattrocento.
La parte geometrica e quella algebrica analizzate nel trattato sono molto vaste rispetto alle consuetudini del suo tempo, così come la parte sperimentale in cui l'autore esplora elementi non convenzionali.